# Proszę słonia
Proszę słonia – powieść dla dzieci autorstwa Ludwika Jerzego Kerna, wydana po raz pierwszy w 1964 roku przez Instytut Wydawniczy „Nasza Księgarnia” z ilustracjami Zbigniewa Rychlickiego. 
Książka opowiada o przyjaźni kilkuletniego chłopca imieniem Pinio i porcelanowego słonia Dominika. Rodzice Pinia martwią się, że nie rośnie on tak szybko jak jego rówieśnicy i podają mu pigułki witaminowe mające wspomagać wzrost. Chłopiec jednak, zamiast zażywać pigułki, regularnie chowa je w trąbie stojącego na półce słonia, który skutkiem tego zaczyna coraz bardziej rosnąć, a potem uczy się mówić oraz chodzić i staje się najlepszym przyjacielem Pinia. Jednak rozmiary słonia Dominika i zyskana przez niego sława przysparzają niekiedy poważnych problemów.
Na podstawie powieści powstał w 1968 r. siedmioodcinkowy serial animowany w reżyserii Witolda Giersza, a w 1978 r. (premiera w 1979 r.) – animowany film pełnometrażowy tego samego reżysera.